# Olenecamptus shanensis
Olenecamptus shanensis là một loài bọ cánh cứng trong họ Cerambycidae.